# Římskokatolická farnost Čachotín
Římskokatolická farnost Čachotín je územním společenstvím římských katolíků v rámci havlíčkobrodského vikariátu královéhradecké diecéze.

## O farnosti

### Historie
Plebánie v Čachotíně zřejmě existovala již ve středověku. Původní zdejší kostel byl gotický, byl však zničen za třicetileté války. Následně byl vystavěn nový kostel v barokním stylu s lidovými prvky. Po polovině 20. století přestal být do Čachotína ustanovován sídelní duchovní správce. Diecézní katalog z přelomu let 1970/1971 uvádí místní farnost jako spravovanou ex currendo z Dolní Krupé. Později přestala být obsazována i Dolní Krupá, a farnost byla přičleněna ex currendo k České Bělé.

### Současnost
Čachotínská farnost je administrována ex currendo z České Bělé.
| Kostel                  | Obrázek | Místo    | Bohoslužba             | Bohoslužba             | Poznámka     |
| ----------------------- | ------- | -------- | ---------------------- | ---------------------- | ------------ |
| Kostel svatého Vavřince |         | Čachotín | neděle čtvrtek         | 10.30 19.00            | farní kostel |
| Kaple Panny Marie       |         | Jilem    | neslouží se pravidelně | neslouží se pravidelně | obecní kaple |
| Kaple svatého Václava   |         | Rankov   | neslouží se pravidelně | neslouží se pravidelně | obecní kaple |